# Tarenna pavettoides
Tarenna pavettoides är en måreväxtart som först beskrevs av William Henry Harvey, och fick sitt nu gällande namn av Sim. Tarenna pavettoides ingår i släktet Tarenna och familjen måreväxter.

## Underarter
Arten delas in i följande underarter:
- T. p. affinis
- T. p. friesiorum
- T. p. gillmanii
- T. p. guineensis
- T. p. pavettoides